# Bojszowy Nowe (gromada)
Bojszowy Nowe (w latach 1970. Nowe Bojszowy)– dawna gromada (najmniejsza jednostka podziału terytorialnego Polskiej Rzeczypospolitej Ludowej w latach 1954–72) z siedzibą GRN w Bojszowach Nowych.
Gromady, z gromadzkimi radami narodowymi (GRN) jako organami władzy najniższego stopnia na wsi, funkcjonowały od reformy reorganizującej administrację wiejską przeprowadzonej jesienią 1954 do momentu ich zniesienia z dniem 1 stycznia 1973, tym samym wypierając organizację gminną w latach 1954–1972.
Gromadę Bojszowy Nowe z siedzibą GRN w Bojszowach Nowych utworzono 29 lutego 1956 w powiecie pszczyńskim w woj. stalinogrodzkim z części obszarów gromady Bojszowy w tymże powiecie: wieś Bojszowy Nowe i wieś Świerczyniec.
20 grudnia 1956 województwo stalinogrodzkie przemianowano (z powrotem) na katowickie.
1 stycznia 1958 gromada miała 15 członków gromadzkiej rady narodowej.
Gromada Nowe Bojszowy (nazwa obowiązująca w latach 1970.) przetrwała do końca 1972 roku, czyli do kolejnej reformy gminnej.